# 烏利亞尼夫卡 (諾維布格區)
47°38′7″N 32°19′19″E / 47.63528°N 32.32194°E
烏利亞尼夫卡（烏克蘭語：Улянівка），是烏克蘭南部的村莊，隸屬尼古拉耶夫州的巴什坦卡區。該村面積0.72平方公里，海拔高度37米，2001年人口452，人口密度每平方公里627.8人。